# Adam Pine
Adam Pine (28 de fevereiro de 1976) é um nadador australiano  que conquistou uma medalha de prata nos Jogos Olímpicos de Pequim de 2008, no revezamento 4x100 metros medley. Ele não nadou na final, mas ganhou a medalha por ter disputado as eliminatórias.